# Thomas Stone
Thomas Stone (Oshkosh, Wisconsin, 1957) is een hedendaags Amerikaans componist, muziekpedagoog en dirigent.

## Levensloop
Stone studeerde aan de Lawrence University in Appleton (Wisconsin) compositie bij Steven Stucky en behaalde zijn Bachelor of Music. Aansluitend wisselde hij aan de DePaul University in Chicago en behaalde zijn Master of Music in 1983. 
Daarna was hij als dirigent bezig bij Community Bands en in openbare scholen in Wisconsin, Illinois en Florida. Aan het Cincinnati College-Conservatory of Music (CCM) in Cincinnati (Ohio), waar hij bij Eugene Corporon studeerde, promoveerde hij tot Doctor of Musical Arts in HaFa-directie.
Tegenwoordig is Stone dirigent van het harmonieorkest en professor in muziek aan het Centenary College in Shreveport, Louisiana. Bij dit instituut is hij ook dirigent van de zogenoemde Centenary Summer Band, een professioneel ensemble, dat gesticht werd door sponsors en de American Federation of Musicians. 
Als componist schrijft hij voor het medium harmonieorkest en zijn werken werden ook buiten de Verenigde Staten uitgevoerd, zoals in Canada, Europa, Australië en Japan. In de Verenigde Staten werden de werken door vooraanstaande harmonieorkesten, zoals de United States Marine Band, de Dallas Wind Symphony, de Cincinnati Wind Symphony en de University of North Texas Wind Symphony uitgevoerd. 

## Composities

### Werken voor harmonieorkest
- 1985 Shadows of Eternity
- 1990 Mentor
- 1997 Ancient Visions
- 1999 Apositron
- 2001 Primordial Lights
- 2003 Blue Streak
- 2007 Were You There? - An American Setting
- Distant City
- Music for a Sunny Day
- The Dream Is Alive

### Kamermuziek
- 1988 Centennial Fanfare, voor koper-oktet
- Carnevale, voor blazersensemble

## Publicaties
- Thomas Stone: Ensemble Wind Pedagogy, (Masters Thesis) DePaul University, 1983
- Thomas Stone: Morton Gould: Champion of the Band, BD Guide, January 1995
- Thomas Stone: Teaching Music Through Performance in Band, GIA Publications, 1995
- Thomas Stone: Symmetrical Set Voicing, Doctoral Thesis, Cincinnate College-Conservatory of Music, 1996